# Список найбільш продаваних автомобілів світу 2011
Рейтинг найбільш продаваних автомобілів світу в 2011 році, за версією журналу Forbes.
| Модель                                             | Фото |
| -------------------------------------------------- | ---- |
| 1. Toyota Corolla продано: 1 020 000 автомобілів   |      |
| 2. Hyundai Elantra‎ продано: 1 010 000 автомобілів  |      |
| 3. Wuling Sunshine продано: 943 000 автомобілів    |      |
| 4. Ford Focus продано: 919 000 автомобілів         |      |
| 5. Kia Rio продано: 815 340 автомобілів            |      |
| 6. Ford Fiesta продано: 781 150 автомобілів        |      |
| 7. Volkswagen Jetta продано: 745 000 автомобілів   |      |
| 8. Toyota Camry продано: 726 000 автомобілів       |      |
| 9. Chevrolet Cruze продано: 691 000 автомобілів    |      |
| 10. Volkswagen Golf продано: 648 000 автомобілів   |      |
| 11. Volkswagen Passat продано: 565 000 автомобілів |      |
| 12. Honda Civic продано: 555 000 автомобілів       |      |